# اینجا امروز (فیلم)
اینجا امروز (به انگلیسی: Here Today) فیلمی محصول سال ۲۰۲۱ و به کارگردانی بیلی کریستال است. در این فیلم بازیگرانی همچون بیلی کریستال، تیفانی هدیش، پن بدجلی، لارا بنانتی، لوئیسا کراوس، انا دیویر اسمیت، الکس برایتمن، شارون استون، کوین کلاین، بری لوینسون و باب کاستا ایفای نقش کرده‌اند.